# Kikki Danielsson
Ann-Kristin Danielsson, detta Kikki (Osby, 10 maggio 1952), è una cantante svedese.

## Biografia
Dopo aver fatto parte a inizio anni '80 del gruppo Chips, vincitore del Melodifestivalen del 1982 con Dag efter dag, dal 1983 intraprende la carriera da solista. 
Kikki Danielsson ha partecipato sia allo svedese Melodifestivalen che al norvegese Melodi Grand Prix ed all'Eurovision Song Contest due volte.

## Melodifestivalen
- 1978. Wizex - Miss Decibel, secondo posto
- 1980. Chips - Mycke' mycke' mer, quarto posto
- 1981. Chips - God morgon (ingl. Good Morning), secondo posto
- 1982. Chips - Dag efter dag (ingl. Day After Day), primo posto
- 1983. Kikki Danielsson - Varför är kärleken röd?, secondo posto
- 1985. Kikki Danielsson - Bra vibrationer, primo posto
- 1992. Kikki Danielsson - En enda gång, quarto posto
- 2002. Kikki, Bettan & Lotta - 20 år med oss - Vem è dé du vill ha, terzo posto
- 2006. Kikki Danielsson - I dag & i morgon, sesto posto
- 2018. Kikki Danielsson - Osby Tennessee, semifinalista

## Melodi Grand Prix
- 2003. Kikki, Bettan & Lotta - Din hånd i min hånd, quarto posto

## Eurofestival
- 1982. Chips - Dag efter dag, ottavo posto, Svezia
- 1985. Kikki Danielsson - Bra vibrationer, terzo posto, Svezia

## Discografia

### Album
- Rock N Yodel (1979)
- Just like a woman (1981)
- Kikki (1982)
- Varför är kärleken röd? (1983)
- Singles Bar (1983)
- Midnight Sunshine (1984)
- Kikkis 15 bästa låtar (1984)
- Bra vibrationer (1985)
- Papaya Coconut (1986)
- Min barndoms jular (1987)
- Canzone d'Amore (1989)
- På begäran (1990)
- Vägen hem till dej (1991)
- Jag ska aldrig lämna dig (1993)
- 100% Kikki (2001)
- Fri - En samling (2001)
- Nu är det advent (2001)
- I dag & i morgon (2006)
- Kikkis bästa (2008)
- Första dagen på resten av mitt liv (2011)
- Postcard from a Painted Lady (2015)
- Christmas Card from a Painted Lady (2016)
- Portrait of a Painted Lady (2017)